# ۲۹۵ (میلادی)
۲۹۵ (میلادی) دویست و نود و پنجمین سال تقویم میلادی است.

## درگذشتگان
‎